# Spilomena troglodytes
Spilomena troglodytes är en stekelart som först beskrevs av Vander Linden 1829.  Spilomena troglodytes ingår i släktet Spilomena, och familjen Crabronidae. Arten är reproducerande i Sverige.